# Forte de São Jorge da Calheta
O Forte de São Jorge da Calheta localizava-se na freguesia da Calheta, concelho da Calheta, na ilha da Madeira, Região Autónoma da Madeira.

## História
Em 1751 era seu capitão Bernardo da Gama.